# Route nationale 606
Pour les articles homonymes, voir Route 606.
La route nationale 606 ou RN 606 était une route nationale française reliant Cordes-sur-Ciel à Albi. À la suite de la réforme de 1972, elle a été déclassée en RD 600.

## Ancien tracé de Cordes-sur-Ciel à Albi (D 600)
- Cordes-sur-Ciel
- Livers-Cazelles
- Albi